# Монфумо
Монфу̀мо (на италиански: Monfumo) е село и община в Северна Италия, провинция Тревизо, регион Венето. Разположено е на 227 m надморска височина. Населението на общината е 1454 души (към 2014 г.).